# Allerleigrubenspitze
Die Allerleigrubenspitze ist ein 2131 m ü. A. hoher Berg in den Stubaier Alpen nördlich der Grenze zwischen Nord- und Südtirol.

## Lage und Landschaft
Die Allerleigrubenspitze liegt dem Hohen Lorenzen im Alpenhauptkamm bzw. östlichen Hauptkamm der Stubaier Alpen nördlich vorgelagert.
So wie die weiteren Gratgipfel der näheren Umgebung ist die Allerleigrubenspitze eine eher sanfte Erhebung.
Der Gipfel lässt sich z. B. per Skitour erreichen.